# El Aguacate, Xichú
El Aguacate är en ort i Mexiko.   Den ligger i kommunen Xichú och delstaten Guanajuato, i den centrala delen av landet, 220 km norr om huvudstaden Mexico City. El Aguacate ligger 1 282 meter över havet och antalet invånare är 275.
Terrängen runt El Aguacate är kuperad åt nordost, men åt sydväst är den bergig. El Aguacate ligger nere i en dal. Runt El Aguacate är det glesbefolkat, med 14 invånare per kvadratkilometer. Närmaste större samhälle är Xichú, 14,9 km väster om El Aguacate. I omgivningarna runt El Aguacate växer huvudsakligen savannskog.